# حسن أبوكار
حسن أوبوكار (بالفرنسية: Hassan Ouboukar)‏ (1986 المغرب) هو لاعب كرة قدم مغربي.